# Oczy (film)
Oczy (hindi: आँखें, urdu:آنکھیں, Aankhen) – bollywoodzki thriller z 2002 roku w reżyserii debiutanta Vipula Amrutlala Shaha, który potem zrealizował Waqt: The Race Against Time i Namastey London. W rolach głównych wystąpili Amitabh Bachchan, Akshay Kumar i Arjun Rampal, a towarzyszyli im też Paresh Rawal i Sushmita Sen. 
Tematem tego komediodramatu jest zemsta, manipulowanie ludźmi i przyjaźń rodząca się ze współczucia sobie, ze wspierania siebie w trudzie pokonywania ślepoty.

## Opis fabuły
Vijay Amrutlal Shah (Amitabh Bachchan) całe życie poświęcił pracy w banku. Gdy samotnego, starego zwolniono go z powodu wybuchów wściekłości, rozżalony poprzysiągł zemstę. Wpadł na pomysł obrabowania banku z pomocą trzech... ślepców (Arjun Rampal, Akshay Kumar, Paresh Rawal).

## Obsada
- Amitabh Bachchan – Vijay Singh Rajput
- Akshay Kumar – Vishwas Prajapati
- Sushmita Sen – Neha Srivastav
- Arjun Rampal – Arjun Verma
- Paresh Rawal – Ilias
- Aditya Pancholi – inspektor policji
- Bipasha Basu – Raina (gościnnie)
- Kashmira Shah – taniec ('Chalka Chalka')
- Ajit Vachani – p. Bandari

## Muzyka
Piosenki do filmu skomponował Aadesh Shrivastav:
- Amitabh Soliloqi i tytułowa piosenka
- Gustakhiyan
- Kuch Kasmein
- Theme Song
- Phatela Jeb Sil Jaayega
- Chalka Chalka
- Nazron Ne Teri
- All The Best